# Fabio Mengozzi
Fabio Mengozzi (né le 12 mai 1980 à Asti) est un compositeur et pianiste italien.

## Biographie
Fabio Mengozzi étudie le piano avec Aldo Ciccolini et la composition au Conservatoire Giuseppe Verdi de Turin, puis à l'Académie nationale Sainte-Cécile de Rome avec Azio Corghi.
Dans les années 1990, il est lauréat d'un grand nombre de concours internationaux : premier prix au Concorso Nazionale per Giovani Pianisti Comune di Terzo d'Acqui, Concorso Nazionale Riviera dei fiori Città di Alassio, Concorso Pianistico Nazionale Città di Genova (Gènes), Concorso Musicale Europeo Città di Moncalieri, Concorso Nazionale di Musica per borse di studio di Tortona, Concorso Nazionale di Esecuzione Musicale Franz Schubert di Tagliolo Monferrato, Concorso Pianistico Nazionale Lorenzo Perosi di Tortona, Concorso Pianistico Regionale Cortile Casa Lodigiani di Alessandria ; deuxième prix du Concorso Pianistico Nazionale Città di Gênes, Concorso Nazionale di Musica per giovani interpreti Città di Asti, Concorso Pianistico Nazionale Carlo Vidusso (Milan), Concorso Pianistico Italiano Premio Città di Cortemilia, Concorso Nazionale di Composizione Mozart Oggi 2005 (Milan), Concorso Internazionale di Composizione per Strumenti a Percussione (Fermo) ; troisième prix du Concorso Internazionale di Composizione per chitarra e quartetto d'archi Michele Pittaluga (Alexandrie).

## Musique
Les œuvres de Fabio Mengozzi sont publiées par Bèrben Edizioni Musicali, Edizioni Sconfinarte et Taukay Edizioni Musicali et sont jouées partout dans le monde (Afrique du Sud, Algérie, Allemagne, Argentine, Autriche, Azerbaïdjan,Belgique, Brésil, Canada, Chili, Chine, Croatie, Danemark, Espagne, Estonie, États-Unis, France, Grèce, Haïti, Inde, Iran, Irlande, Islande, Israël, Italie, Japon, Monténégro, Pays-Bas, Pologne, Portugal, Royaume-Uni, Russie, Serbie, Slovénie, Suisse, Turquie, Ukraine), dans de nombreux festivals: MITO SettembreMusica, Stagione Sinfonica dell'Orchestra i Pomeriggi Musicali, Nuova Consonanza, Rassegna di Musica Antica e Contemporanea Antidogma, Aegean Arts International Festival (Crète), University of Minnesota Duluth New Music Festival (États-Unis), La Nuit du Piano Minimaliste (Collioure), Gli Amici di Musica/Realtà (Milan), Festival Verdi Off (Parme), Winchester Modern Gallery (Victoria, Canada), Académie royale danoise de musique (Copenhague, Danemark), Conservatoire Rimski-Korsakov de Saint-Pétersbourg (Russie), Palm Beach Atlantic University (États-Unis), Casa Italiana Zerilli-Marimò (États-Unis), Erateio Odeio Conservatory (Athènes), Château de Kadriorg (Tallinn, Estonie), Trivandrum Centre for Performing Arts (Thiruvananthapuram), Akademia Muzyczna im. Karola Lipińskiego (Wrocław, Pologne), Zadužbina Ilije M. Kolarca (Belgrade, Serbie), Florentinersaal (Graz), Listasafn Íslands (Reykjavik, Islande), Cathédrale de Gloucester (Angleterre), Palais de Tokyo (Paris), Župnijska cerkev sv. Jakoba (Ljubljana), Temple protestant de Collioure, Ein Kerem (Jérusalem, Israël), Sala Accademica del Conservatorio Santa Cecilia (Rome), Spazio Espositivo Tritone (Rome), Unione Culturale Franco Antonicelli (Turin), Teatro Piccolo Regio Giacomo Puccini (Turin), Conservatorio Giuseppe Verdi (Turin), Cathédrale Saint-Jean-Baptiste de Turin, Teatro Astra (Turin), Palazzo Saluzzo di Paesana (Turin), Auditorium Vivaldi (Bibliothèque nationale de Turin), Palazzina Liberty (Milan), Teatro Dal Verme (Milan), Liceo Musicale Angelo Masini (Forlì), Teatro Vittorio Alfieri (Asti), Casa della Musica (Parme), Auditorium Parco della Musica (Rome), Sala Ciampi (Rome), Villa del Vascello (Rome), Conservatoire Arrigo Pedrollo (Vicence), Villa Bellini (Catane), Casa della Musica del Conservatorio Stanislao Giacomantonio (Cosenza).
Les œuvres de Fabio Mengozzi ont été interprétées par des musiciens et ensembles de renommée internationale, tels que l'Orchestre I Pomeriggi Musicali, le Trio Debussy, Antidogma Musica, Marco Angius, Francesco Attesti, Assia Cunego, Alpaslan Ertüngealp, Nicolas Horvath, Flavio Emilio Scogna.

## Poésie
Depuis 2024, Fabio Mengozzi approfondit ses recherches artistiques en s'orientant vers l'écriture poétique. L'année suivante, il publie le recueil Alle porte del ciborio (Robin Edizioni),.

## Discographie sélective
- Italy, CD harpAcademy (2014)[32]
- Mistero e poesia (disco monografico), CD Stradivarius 37094 (2018)[33],[34]
- A Mario Castelnuovo-Tedesco, Music by Castelnuovo-Tedesco - Scapecchi - Mengozzi, CD Editions Habanera (2019)[35]
- Romanza alla Terra (single), pianiste Anna Sutyagina (2021)
- Melodia lunare V (single), pianiste Anna Sutyagina (2021)[36]
- Orpheus (EP), SMC Records (2022)[37]
- Romanza alla Terra (électronique) (2022)[38]
- Via crucis (2022)[39]
- Suppliche (2023)[40]

## Œuvres principales

### Musique de chambre
- Trio (2001) pour flûte, oboe et piano
- Sezioni di suono (2003) pour quatuor de percussion
- Elegia (2004) pour deux alto  et piano
- Interferenze (2004) pour flûte, clarinette, violoncelle, piano et percussion
- Ricercare (2004) pour violon, violoncelle et piano
- I cerchi concentrici (2006) pour piano et percussion
- Naos (2006) pour alto et piano
- Neshama (2008) pour piano
- Mirrors (2010) pour guitare et quatuor à cordes
- Lied (2010) pour ensemble de clarinettes
- Sonata pour harpe et percussion (2010)
- Arabesque (2011) pour harpe
- Diario d'harpe (2011) pour harpe
- Dieci frammenti celesti (2012) pour piano préparé
- Poema della trasmigrazione (2012) pour harpe
- Romanza al cielo (2012) pour harpe
- Rosa (2012) pour harpe
- Crux (2012) pour harpe
- Symbolon (2012) pour deux harpes
- Segreta luce (2013) pour piano
- Ascensio ad lucem (2013) pour piano
- Spire (2013) pour piano
- Le rêve de l'échelle (2013) pour ensemble de clarinettes
- Novella (2013) pour harpe ou harpe celtique
- Mysterium (2013) pour piano
- Moto fluttuante (2014) pour harpe
- Phoenix (2014) pour violon et harpe
- Circulata melodia (2014) pour piano
- Oltrepassando il valico (2014) pour piano
- Veli (2014) pour piano
- Commiato (2014) pour piano
- Poema della luce (2014) pour piano
- Poema litico (2015) pour piano à quatre mains
- Sub vespourum (2015) pour piano , piano à quatre mains
- Anelito al silenzio (2015) pour piano
- Reverie IV (2015) pour piano
- Larus (2015) pour violon, alto, violoncelle et piano
- Artifex (2015) pour piano
- Faro notturno (2015) pour piano
- Horizon (2015) pour piano
- Kairos (2015) pour piano
- Nauta (2015) pour piano
- Ianus (2015) pour piano
- Ananke (2016) pour piano
- Era (2016) pour piano
- Romanza alla Terra (2016) pour piano
- Reame (2016) pour piano
- Meteora (2016) pour deux pianos
- Promenade (2016) pour piano à six mains[20],[41]
- Flos coeli (2016) pour piano
- Ceruleo vagare (2017) pour piano
- Cometa nella notte (2017) piano
- Estro (2017) pour piano
- Rivo di cenere (2017) pour piano
- Scintilla (2017) pour piano
- Sempiterna ruota (2017) piano
- Sfinge (2017) pour piano
- Viride (2017) pour piano
- Sorgente I (2018) pour flûte et piano
- Ousia (2018) pour harpe et piano
- Ousia II (2018) pour flûte, violoncelle, harpe et piano
- Delta (2018) pour quatuor à cordes
- Romanza alla Terra II (2018) pour flûte et piano
- Melodia lunare (2018) pour cor anglais
- Melodia lunare II (2018) pour oboe
- Fantasia (2018) pour guitare et piano
- Fiat lux (2018) pour orgue
- Auriga (2018) pour harpe et piano
- Auriga II (2019) pour piano, harpe et orchestre à cordes
- Ora (2019) pour flûte et violoncelle
- SATOR (2019) pour soprano et quatuor à cordes
- Pavana (2020) pour deux flûtes en sol et flûte basse
- Solo (2020) pour trombone
- Tre incantazioni (2020) pour flûte
- Vision (2020) pour cor anglais, basson et piano
- Raggio (2020) pour clarinette
- Agli albori (2020) pour soprano et alto
- Aria dell'aria (2020) pour siyotanka
- Claro (2020) pour deux clarinettes
- Oasi (2020) pour flûte
- Rest in peace (2020) pour soprano, flûte et piano
- Melodia lunare III (2020) pour flûte
- Melodia lunare IV (2020) pour saxophone ténor
- Eclipse (2020) per saxofono soprano
- Autunno, petali sopiti nel vento (2021) per arpa
- Primavera, stormi frementi nel silenzio del tramonto (2021) per arpa
- Estate, luce di stelle nella notte (2021) per arpa
- Inverno, neve cadente nel gelo dell'alba (2021) per arpa
- Monodia cosmica (2021) per violino
- Ailes (2021) per ocarina
- Antica ocarina (2021) per ocarina
- Axis mundi (2021) per per contralto e viola[42]
- SATOR II (2022) per soprano, viola e pianoforte[43]
- Oasi II (2023) per flauto basso e saxofono contralto
- Gemma (2023) per arpa[44]
- Notte leggiadra di pioggia (2023) pour piano (uniquement main gauche)[45]
- Fiori di carta (2023) pour piano (uniquement main droite)
- Ad Te (2024) per organo[46]
- Musica jubilosa (2024) pour flûte et piano
- Musica sublimata (2024) pour flûte et piano

### Orchestre
- Vortici, affetti e un'evocazione (2005) pour orchestra
- Secretum (2016) pour orchestre à cordes
- Constructores (2017) pour orchestre à cordes
- Aurora (2018) pour orchestre de chambre

### Chorale
- Hortus conclusus (2004) pour chœur de voix féminines
- Da una terra antica (2008) pour chœur
- Gan Naul (2013) pour chœur de voix féminines
- Ave maris stella (2023) pour chœur de voix blanches

### Électronique
- The woman clothed with the sun (2022)
- Orpheus (2022)
- Delle vette e degli abissi (2022) pour saxophone ténor et électronique
- Romanza alla Terra (2022)
- Via crucis (2022)
- Musica con creta (2023)
- Suppliche (2023)
- Venus (2023)
- Antiche memorie custodite tra le fronde (2023)
- Lullaby for a child born in times of war (2023)
- Sub rosa (2023)
- Lacrimosa (2023)
- Ove tutto si dissolve (2023)
- Salmo XXXIV (2023)
- Sanctuary of the pure in heart (2023)
- Veglia (2023)
- Amore e Psiche (2023) per saxofono soprano ed elettronica[47]
- Mantra (2024)
- Song of irradiance (2024)
- The veil of Katechon (2024)